# Juan José Cobo
Juan José Cobo Acebo (ur. 11 lutego 1981 w Torrelavega) – hiszpański kolarz szosowy, zawodnik profesjonalnej grupy UCI World Tour Movistar Team.

## Najważniejsze zwycięstwa i sukcesy
- 2007 
  -  1. miejsce w Vuelta al País Vasco
- 2008
  - 1. miejsce na 10. etapie Tour de France
- 2009
  - 1. miejsce na 4. etapie Vuelta a Castilla y León
  - 1. miejsce na 19. etapie Vuelta a España